# Microgomphodon
Microgomphodon is een geslacht van uitgestorven synapsiden uit de Bauriamorpha dat leefde tijdens het Trias.
Microgomphodon verscheen in het Laat-Olenekien en overleefde tot het einde van het Anisien. Het was hiermee een van de laatste bekende therocephaliërs. Microgomphodon is met name bekend uit de Cynognathus Assemblage Zone van de Zuid-Afrikaanse Beaufortgroep en verder uit de Omingonde-formatie in Namibië.
Microgomphodon had een schedel tot negen centimeter lang met een korte snuit en grote oogkassen. In de kaken zaten puntige snijtanden en verlengde hoektanden. Het was een herbivoor.
De gedrongen lichaamsbouw en de bouw van de poten met onder meer brede handen, lange klauwen en robuuste achterpoten wijzen er op dat Microgomphodon een gravende leefwijze had. Van een exemplaar is een skelet in een gefossileerd hol gevonden.
Verschillende vormen die voorheen als aparte soorten werden beschouwd, zoals Herpetogale en Sesamodon, worden tegenwoordig gezien als synoniemen voor Microgomphodon